# Résolution 979 du Conseil de sécurité des Nations unies
Membres permanents
- Chine
- États-Unis
- France
- Royaume-Uni
- Russie

Membres non permanents
- Allemagne
- Argentine
- Botswana
- Honduras
- Indonésie
- Italie
- Nigéria
- Oman
- République tchèque
- Rwanda

Résolution no 978 Résolution no 980
La résolution 979 du Conseil de sécurité des Nations Unies, adoptée sans vote le 9 mars 1995, après avoir constaté le décès du juge de la Cour internationale de Justice (CIJ) Roberto Ago le 24 février 1995, a décidé que les élections au poste vacant à la CIJ auraient lieu le 21 juin 1995 au Conseil de sécurité et lors d'une réunion de l'Assemblée générale lors de sa 49e session.
Roberto Ago, juriste italien, était membre de la Cour depuis 1979. Son mandat devait expirer en février 1997. 

## Voir également
- Liste des juges à la Cour internationale de justice